# Go to GÖ

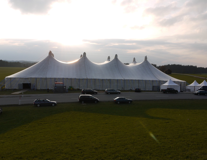
Veranstaltungszelt bei go to GÖ

Go to GÖ ist ein dreitägiges stattfindendes Musikfestival in Görisried im Allgäu. Es findet in einem 8-Masten-Zelt statt, das auch auf dem Tollwood-Festival in München eingesetzt wird. Pro Abend treten national sowie international bekannte Musikkünstler verschiedenster Musikszenen auf.
Die Veranstaltung fand 1993 bis 1997 im Dorfkern von Görisried statt und wechselte dann auf das Gelände des Ochsenhofs, der zuvor ein amerikanischer Militärstützpunkt war. 2005 war das Fassungsvermögen des Ochsenhof-Geländes ausgeschöpft. Seit 2006 findet die Veranstaltung daher am Dorfrand von Görisried statt.

## Bekannte Bands bei go to GÖ
- SIDO
- Felix Jaehn
- Tream
- 257ers
- Drunken Masters
- Mehnersmoos
- MATTN
- Kaffkiez
- SDP
- LaBrassBanda
- Salvatore Ganacci
- Sunrise Avenue
- Nicky Romero
- Lost Frequencies
- Fäaschtbänkler
- Culcha Candela
- DJ Antoine
- Revolverheld (Band)
- Django 3000
- Liquido
- Mia Julia
- Peter Wackel
- Mickie Krause
- Lorenz Büffel
- Isi Glück
- Eisbrecher (Band)
- Die Atzen
- Madsen
- Luxuslärm
- Donots
- Mike Candys
- J.B.O.
- The Sweet
- Doro Pesch